# Zeilen op de Olympische Zomerspelen 1920

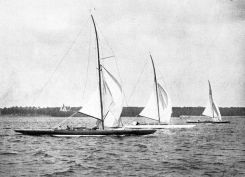
40m²-klasse tijdens de Olympische Zomerspelen 1920

Zeilen is een van de sporten die beoefend werden tijdens de Olympische Zomerspelen 1920 in Antwerpen. De zeilwedstrijden werden gehouden voor de kust van Oostende.
Er stonden in totaal zestien klassen op het programma. Achteraf bleek dit aantal veel te hoog gegrepen door de organisatie van de Spelen. In een aantal wedstrijden kwamen te weinig deelnemende boten aan de start, zodat in diverse klassen zelfs niet de zilveren of bronzen medailles hoefden te worden uitgereikt. In twee klassen kwamen zelfs helemaal geen deelnemers opdagen. De zeilwedstrijden waren open klassen; ten minste één vrouw behoorde tot de deelnemers, Dorothy Wright behoorde bij de bemanning die goud won in de 7m-klasse (1919-type).
De acht Nederlandse deelnemers (in drie boten) behaalden goud en zilver in de 12 voets jol en goud in de 6,5m-klasse. De veertien Belgische deelnemers (in vier boten) behaalden de goud in de 6m-klasse (1917-type), zilver in de 6m-klasse (1919) en brons in de 8m-klasse (1919).

## Uitslagen

### Twaalfvoetsjol
| rang   | sporter                                 | land      |
| ------ | --------------------------------------- | --------- |
| Goud   | Johan Hin, Cornelis Hin en Frans Hin    | Nederland |
| Zilver | Arnoud van der Biesen en Petrus Beukers | Nederland |
| Brons  | niet uitgereikt                         | -         |

### 18 voets jol
| rang   | sporter                            | land             |
| ------ | ---------------------------------- | ---------------- |
| Goud   | Francis Richards en Thomas Hedberg | Groot-Brittannië |
| Zilver | niet uitgereikt                    | -                |
| Brons  | niet uitgereikt                    | -                |

### 6m-klasse (1907-type)
| rang   | sporter                                                     | land      |
| ------ | ----------------------------------------------------------- | --------- |
| Goud   | Émile Cornellie, Florimond Cornellie en Frédéric Bruynseels | België    |
| Zilver | Ejnar Torgensen, Andreas Knudsen en Leif Erichsen           | Noorwegen |
| Brons  | Henrik Agersborg, Trygve Pedersen en Einar Berntsen         | Noorwegen |

### 6m-klasse (1919-type)
| rang   | sporter                                                | land      |
| ------ | ------------------------------------------------------ | --------- |
| Goud   | Andreas Brecke, Paal Kaasen en Ingolf Rød              | Noorwegen |
| Zilver | Léon Huybrechts, Charles van den Bussche en John Klotz | België    |
| Brons  | niet uitgereikt                                        | -         |

### 6,5m-klasse (1919-type)
| rang   | sporter                                   | land      |
| ------ | ----------------------------------------- | --------- |
| Goud   | Joop Carp, Piet Wernink en Bernard Carp   | Nederland |
| Zilver | Albert Weil, Félix Picon en Robert Monier | Frankrijk |
| Brons  | niet uitgereikt                           | -         |

### 7m-klasse (1919-type)
| rang   | sporter                                                          | land             |
| ------ | ---------------------------------------------------------------- | ---------------- |
| Goud   | William Maddison, Dorothy Wright, Robert Coleman en Cyril Wright | Groot-Brittannië |
| Zilver | Johan Faye, Christian Dick, Sten Abel en Niels Nielsen           | Noorwegen        |
| Brons  | niet uitgereikt                                                  | -                |

### 8m-klasse (1907-type)
| rang   | sporter                                                                        | land      |
| ------ | ------------------------------------------------------------------------------ | --------- |
| Goud   | Carl Ringvold, Thorleif Holbye, Tellef Wagle, Kristoffer Olsen en Alf Jacobsen | Noorwegen |
| Zilver | niet uitgereikt                                                                | -         |
| Brons  | niet uitgereikt                                                                | -         |

### 8m-klasse (1919-type)
| rang   | sporter                                                                      | land      |
| ------ | ---------------------------------------------------------------------------- | --------- |
| Goud   | Magnus Konow, Reidar Martiniuson, Ragnar Vik en Thorleif Christoffersen      | Noorwegen |
| Zilver | Jens Salvesen, Lauritz Schmidt, Finn Schiander, Nils Thomas en Ralph Tschudi | Noorwegen |
| Brons  | niet uitgereikt                                                              | -         |

### 10m-klasse (1907-type)
| rang   | sporter                                                                                                 | land      |
| ------ | --- | --------- |
| Goud   | Erik Herseth, Sigurd Holter, Ingar Nielsen, Ole Sørensen, Petter Jamvold, Gunnar Jamvold en Claus Juell | Noorwegen |
| Zilver | niet uitgereikt                                                                                         | -         |
| Brons  | niet uitgereikt                                                                                         | -         |

### 10m-klasse (1919-type)
| rang   | sporter | land      |
| ------ | --- | --------- |
| Goud   | Charles Arentz, Willy Gilbert, Robert Giertsen, Arne Sejersted, Halfdan Schjøtt, Trygve Schjøtt en Otto Falkenberg | Noorwegen |
| Zilver | niet uitgereikt | -         |
| Brons  | niet uitgereikt | -         |

### 12m-klasse (1907-type)
| rang   | sporter | land      |
| ------ | --- | --------- |
| Goud   | Henrik Østervold, Jan Østervold, Ole Østervold, Hans Næss, Halvor Møgster, Halvor Birkeland, Rasmus Birkeland, Kristian Østervold en Lauritz Christiansen | Noorwegen |
| Zilver | niet uitgereikt | -         |
| Brons  | niet uitgereikt | -         |

### 12m-klasse (1919-type)
| rang   | sporter | land      |
| ------ | --- | --------- |
| Goud   | Johan Friele, Olaf Ørvig, Arthur Allers, Christen Wiese, Martin Borthen, Egill Reimers, Kaspar Hassel, Thor Ørvig en Erik Ørvig | Noorwegen |
| Zilver | niet uitgereikt | -         |
| Brons  | niet uitgereikt | -         |

### 30m²-klasse
| rang   | sporter                                              | land   |
| ------ | ---------------------------------------------------- | ------ |
| Goud   | Gösta Lundquist, Rolf Steffenburg en Gösta Bengtsson | Zweden |
| Zilver | niet uitgereikt                                      | -      |
| Brons  | niet uitgereikt                                      | -      |

### 40m²-klasse
| rang   | sporter                                                          | land   |
| ------ | ---------------------------------------------------------------- | ------ |
| Goud   | Tore Holm, Yngve Holm, Axel Rydin en Georg Tengwall              | Zweden |
| Zilver | Gustaf Svensson, Ragnar Svensson, Percy Almstedt en Erik Mellbin | Zweden |
| Brons  | niet uitgereikt                                                  | -      |

- Bij wedstrijden in de 8,5m-klasse (1919-type) en 9m-klasse (1907-type) waren geen deelnemers.

## Medaillespiegel
| rang   | land             | goud | zilver | brons | total |
| ------ | ---------------- | ---- | ------ | ----- | ----- |
| 1      | Noorwegen        | 7    | 3      | 1     | 11    |
| 2      | Nederland        | 2    | 1      | 0     | 3     |
| 2      | Zweden           | 2    | 1      | 0     | 3     |
| 4      | Groot-Brittannië | 2    | 0      | 0     | 2     |
| 5      | België           | 1    | 1      | 1     | 3     |
| 6      | Frankrijk        | 0    | 1      | 0     | 1     |
| totaal | totaal           | 14   | 7      | 2     | 23    |

Athene 1896 · 
Parijs 1900 · 
St. Louis 1904 · 
Londen 1908 · 
Stockholm 1912 · 
Antwerpen 1920 · 
Parijs 1924 · 
Amsterdam 1928 · 
Los Angeles 1932 · 
Berlijn 1936 · 
Londen 1948 · 
Helsinki 1952 · 
Melbourne 1956 · 
Rome 1960 · 
Tokio 1964 · 
Mexico-stad 1968 · 
München 1972 · 
Montréal 1976 · 
Moskou 1980 · 
Los Angeles 1984 · 
Seoel 1988 · 
Barcelona 1992 · 
Atlanta 1996 · 
Sydney 2000 · 
Athene 2004 · 
Peking 2008 · 
Londen 2012 · 
Rio de Janeiro 2016 · 
Tokio 2020 · 
Parijs 2024 · 
Los Angeles 2028

Medaillewinnaars
Atletiek · Boksen · Boogschieten · Gewichtheffen · Hockey · Kunstrijden · Kunstwedstrijden · Moderne vijfkamp · Paardensport · Polo · Roeien · Rugby · Schermen · Schietsport · Schoonspringen · Tennis · Touwtrekken · Turnen · Voetbal · Waterpolo · Wielersport · Worstelen · IJshockey · Zeilen · Zwemmen